# Nikola Mandić
Nikola Mandić (Travnik, 20 gennaio 1869 – Zagabria, 7 giugno 1945) è stato un avvocato e politico croato primo ministro dello Stato Indipendente di Croazia dal 1943 al 1945.

## Biografia
Nikola Mandić nacque nella città di Travnik il 20 gennaio 1869, da una famiglia croato-bosniaca. Terminato il ginnasio a Sarajevo, studiò legge all'Università di Vienna, dove conseguì il dottorato in legge nel 1894. Tornato a Sarajevo, Mandić lavorò come cancelliere giudiziario prima di diventare avvocato.

## Carriera politica

### Ruolo politico nell'Impero Austro-Ungarico e nel Regno di Jugoslavia
All'inizio del Novecento, Mandić divenne uno dei politici croati più influenti della Bosnia-Erzegovina, sotto la dominazione austro-ungarica. Nel 1907, insieme ad altri politici croati, fondò un partito noto come Unione del Popolo Croato (in croato: Hrvatska narodna zajednica). Il partito ricevette l'approvazione dell'Austria-Ungheria nel novembre 1907 e Mandić ne fu eletto leader nel febbraio 1908. All'epoca ricopriva inoltre la carica di vicesindaco di Sarajevo. Il 6 ottobre 1908 l'Austria-Ungheria annette ufficialmente la Bosnia-Erzegovina. Mandić appoggiò incondizionatamente la mossa, sostenendo che l'annessione avrebbe reso più facile l'unione delle due regioni con il Regno di Croazia-Slavonia, nominalmente autonomo. Egli riteneva inoltre che la Bosnia-Erzegovina dovesse ricevere lo status di "terra dell'impero", governata congiuntamente dall'Austria e dal Regno d'Ungheria. Mandić divenne membro della Dieta di Bosnia nel 1910, in rappresentanza dell'Unione del Popolo Croato. Nel 1911 fu eletto presidente della dieta e fu nominato vice-governatore della Bosnia ed Erzegovina per decreto dell'imperatore Francesco Giuseppe.
Dopo la prima guerra mondiale nacque il Regno dei Serbi, Croati e Sloveni, divenuto Regno di Jugoslavia il 3 ottobre 1929 in seguito al colpo di stato del re Alessandro I, e Mandić fu scelto per diventare deputato all'Assemblea Nazionale, senza però entrare mai in carica perché importanti politici serbi posero il veto sulla sua nomina. Nel 1920, Mandić fu nominato membro dell'assemblea costituente del regno in rappresentanza del Partito Popolare Croato. All'assemblea si fece notare come sostenitore degli obiettivi politici croati, in opposizione a quelli jugoslavi. Espresse la sua opposizione alla Costituzione di Vidovdan di re Alessandro e votò contro di essa il 28 giugno 1921, quando fu approvata con 223 voti a favore, 35 contrari e 161 astenuti. Deluso dall'esito del voto, Mandić rassegnò le dimissioni dall'assemblea.

### Stato Indipendente di Croazia (1941-1945)
Mandić viveva come funzionario governativo in pensione al momento della proclamazione dello Stato indipendente di Croazia fino a quando, il 2 settembre 1943, il Poglavnik Ante Pavelić offrì a Mandić la carica di Primo Ministro dello Stato indipendente di Croazia, offerta che venne subito accettata. Il 1º marzo 1944, Mandić e il ministro degli esteri croato Stijepo Perić fecero visita ad Adolf Hitler e a Joachim von Ribbentrop allo Schloss Klessheim, un palazzo barocco situato a 4 km a ovest di Salisburgo. Durante l'incontro, Hitler sottolineò di considerare la Croazia un alleato e un partner politico-economico, e sostenne che la Serbia era solamente un semplice stato conquistato. Mandić guidò una delegazione del governo dello Stato Indipendente di Croazia a Sarajevo alla fine di aprile del 1944. Lì gli fu presentato un memorandum che documentava la persecuzione dei musulmani da parte degli ustascia. I politici croati condannarono rapidamente il memorandum, definendolo "uno dei più grandi assalti musulmani alla sovranità e all'unità dello stato". Nel marzo 1945, Mandić invitò i cittadini di tutte le etnie a esprimere il loro pensiero sugli ustascia, sulla guerra e sui partigiani comunisti jugoslavi. Con il suo appoggio, il governo redasse un memorandum al feldmaresciallo britannico Harold Alexander, comandante in capo del Medio Oriente e comandante del 18th Army Group in Tunisia, in cui si esprimeva il desiderio di disertare gli Alleati dopo la morte di Hitler. Il memorandum fu tuttavia ignorato. Con l'aggravarsi delle insurrezioni partigiane jugoslave, Mandić, con il resto del governo, fuggì nel 1945 in Austria, occupata dagli Alleati, dove chiese asilo politico. Anche questa richiesta fu ignorata, e Mandić fu consegnato ai partigiani jugoslavi che, dopo averlo processato, lo portarono a Zagabria, dove fu giustiziato il 7 giugno.